# Eleccions generals de Tanzània de 1970
El 30 d'octubre de 1975 es van celebrar eleccions generals en Tanzània. El país era un estat unipartidista en aquest moment, amb la Unió Nacional Africana de Tanganyika com a únic partit legal en el continent, i el Partit Afro-Shirazi era l'únic partit a Zanzíbar. Per a les eleccions a l'Assemblea Nacional hi havia dos candidats del mateix partit en cadascuna de les 160 circumscripcions electorals, mentre que les eleccions presidencials eren en realitat un referèndum sobre la candidatura del líder del TANU, Julius Nyerere.